# Squadra indiana di Coppa Davis
La squadra indiana di Coppa Davis rappresenta l'India nella Coppa Davis, ed è posta sotto l'egida della Federazione Tennistica Indiana.
Non ha mai vinto la manifestazione ma ci è andata vicino tre volte, nel 1966, 1974 e 1987, perdendo in finale rispettivamente contro Australia, Sudafrica (in seguito al rifiuto dell'India di giocare in Sudafrica la finale fu persa a tavolino) e Svezia.

## Organico 2024
Vengono di seguito illustrati i convocati per ogni singolo turno della Coppa Davis 2024. A sinistra dei nomi la nazione affrontata e il risultato finale. Fra parentesi accanto ai nomi, il ranking del giocatore nel momento della disputa degli incontri (la "d" indica che il ranking corrisponde alla specialità del doppio).
| Gruppo Mondiale I - Playoff | Gruppo Mondiale I - Playoff                                                                                            |
| Pakistan (4-0)              | Ramkumar Ramanathan (461) Niki Kaliyanda Poonacha (795) Yuki Bhambri (60 d) Sriram Balaji (78 d) Saketh Myneni (104 d) |
| --------------------------- | --- |

| Gruppo Mondiale I - Turno principale | Gruppo Mondiale I - Turno principale                                                                                      |
| Svezia (0-4)                         | Ramkumar Ramanathan (332) Siddharth Vishwakarma (588) Aryan Shah (637) Niki Kaliyanda Poonacha (835) Sriram Balaji (65 d) |
| ------------------------------------ | --- |

## Risultati
= Incontro del Gruppo Mondiale

### 2010-2019
| Anno | Turno                          | Data            | Sede               | Avversario    | Punteggio | Esito     |
| ---- | ------------------------------ | --------------- | ------------------ | ------------- | --------- | --------- |
| 2010 | Gruppo Mondiale, 1º turno      | 5-7 marzo       | Mosca (RUS)        | Russia        | 2–3       | Sconfitta |
| 2010 | Spareggi Gruppo Mondiale       | 17-19 settembre | Chennai (IND)      | Brasile       | 3–2       | Vittoria  |
| 2011 | Gruppo Mondiale, 1º turno      | 4-6 marzo       | Novi Sad (SRB)     | Serbia        | 1–4       | Sconfitta |
| 2011 | Spareggi Gruppo Mondiale       | 16-18 settembre | Tokyo (JPN)        | Giappone      | 1–4       | Sconfitta |
| 2012 | Gruppo I, 2º turno             | 6-8 aprile      | Namangan (UZB)     | Uzbekistan    | 2–3       | Sconfitta |
| 2012 | Gruppo I, Playoff 1º turno     | 14-16 settembre | Chandigarh (IND)   | Nuova Zelanda | 5–0       | Vittoria  |
| 2013 | Gruppo I, 1º turno             | 1-3 febbraio    | Nuova Delhi (IND)  | Corea del Sud | 1–4       | Sconfitta |
| 2013 | Gruppo I, Playoff 1º turno     | 5-7 aprile      | Bangalore (IND)    | Indonesia     | 5–0       | Vittoria  |
| 2014 | Gruppo I, 1º turno             | 31 gen.-2 feb.  | Indore (IND)       | Taipei cinese | 5–0       | Vittoria  |
| 2014 | Gruppo I, 2º turno             | 4-6 aprile      | Pusan (KOR)        | Corea del Sud | 3–1       | Vittoria  |
| 2014 | Spareggi Gruppo Mondiale       | 12-14 settembre | Bangalore (IND)    | Serbia        | 2–3       | Sconfitta |
| 2015 | Gruppo I, 2º turno             | 17-19 luglio    | Christchurch (NZL) | Nuova Zelanda | 3–2       | Vittoria  |
| 2015 | Spareggi Gruppo Mondiale       | 18-20 settembre | Nuova Delhi (IND)  | Rep. Ceca     | 1–3       | Sconfitta |
| 2016 | Gruppo I, 2º turno             | 15-17 luglio    | Chandigarh (IND)   | Corea del Sud | 4–1       | Vittoria  |
| 2016 | Spareggi Gruppo Mondiale       | 18-20 settembre | Nuova Delhi (IND)  | Spagna        | 0–5       | Sconfitta |
| 2017 | Gruppo I, 1º turno             | 3-5 febbraio    | Chandigarh (IND)   | Nuova Zelanda | 4–1       | Vittoria  |
| 2017 | Gruppo I, 2º turno             | 7-9 aprile      | Bangalore (IND)    | Uzbekistan    | 4–1       | Vittoria  |
| 2017 | Spareggi Gruppo Mondiale       | 15-17 settembre | Edmonton (CAN)     | Canada        | 2–3       | Sconfitta |
| 2018 | Gruppo I, 2º turno             | 5-7 aprile      | Tientsin (CHN)     | Cina          | 3–2       | Vittoria  |
| 2018 | Spareggi Gruppo Mondiale       | 14-16 settembre | Kraljevo (SRB)     | Serbia        | 0–4       | Sconfitta |
| 2019 | Qualificazioni Gruppo Mondiale | 1-2 febbraio    | Calcutta (IND)     | Italia        | 1–3       | Sconfitta |
| 2019 | Gruppo I, Playoff              | 29-30 novembre  | Astana (KAZ)       | Pakistan      | 4–0       | Vittoria  |

### 2020-2029
| Anno | Turno                               | Data            | Sede              | Avversario | Punteggio | Esito     |
| ---- | ----------------------------------- | --------------- | ----------------- | ---------- | --------- | --------- |
| 2021 | Qualificazioni Gruppo Mondiale      | 6-7 marzo       | Zagabria (HRV)    | Croazia    | 1–3       | Sconfitta |
| 2021 | Gruppo Mondiale I, Turno principale | 17-18 settembre | Espoo (FIN)       | Finlandia  | 0–4       | Sconfitta |
| 2022 | Gruppo Mondiale I, Playoff          | 4-5 marzo       | Nuova Delhi (IND) | Danimarca  | 4–0       | Vittoria  |
| 2022 | Gruppo Mondiale I, Turno principale | 16-17 settembre | Lillehammer (NOR) | Norvegia   | 1–3       | Sconfitta |
| 2023 | Gruppo Mondiale I, Playoff          | 3-4 febbraio    | Hillerød (DNK)    | Danimarca  | 2–3       | Sconfitta |
| 2023 | Gruppo Mondiale I, Turno principale | 16-17 settembre | Lucknow (IND)     | Marocco    | 4–1       | Vittoria  |
| 2024 | Gruppo Mondiale I, Playoff          | 3-4 febbraio    | Islamabad (PAK)   | Pakistan   | 4–0       | Vittoria  |
| 2024 | Gruppo Mondiale I, Turno principale | 14-15 settembre | Stoccolma (SWE)   | Svezia     | 0–4       | Sconfitta |

## Statistiche giocatori
Di seguito la classifica dei tennisti indiani con almeno una partecipazione in Coppa Davis, ordinati in base al numero di vittorie. In caso di parità si tiene conto del maggior numero di incontri disputati; in caso di ulteriore parità viene dato più valore agli incontri in singolare; come quarto e ultimo criterio viene considerata la data d'esordio. In grassetto quelli tuttora in attività.

Aggiornato alla Coppa Davis 2025 (India-Togo 4-0).
| #  | Tennista             | Singolare | Doppio | Totale |
| -- | -------------------- | --------- | ------ | ------ |
| 1  | Leander Paes         | 48-22     | 45-13  | 93-35  |
| 2  | Ramanathan Krishnan  | 50-19     | 19-9   | 69-28  |
| 3  | Jaidip Mukerjea      | 39-23     | 23-12  | 62-35  |
| 4  | Premjit Lall         | 34-20     | 24-12  | 58-32  |
| 5  | Vijay Amritraj       | 27-18     | 18-10  | 45-28  |
| 6  | Mahesh Bhupathi      | 8-14      | 27-6   | 35-20  |
| 7  | Anand Amritraj       | 11-17     | 21-14  | 32-31  |
| 8  | Ramesh Krishnan      | 23-19     | 6-2    | 29-21  |
| 9  | Naresh Kumar         | 14-15     | 12-5   | 26-20  |
| 10 | Rohan Bopanna        | 10-17     | 13-10  | 23-27  |
| 11 | Sashi Menon          | 13-13     | 5-3    | 18-16  |
| 12 | Shiv-Prakash Misra   | 13-1      | 5-0    | 18-1   |
| 13 | Yuki Bhambri         | 14-7      | 2-2    | 16-9   |
| 14 | Somdev Devvarman     | 14-10     | 0-1    | 14-11  |
| 15 | Ramkumar Ramanathan  | 12-11     | 0-2    | 12-13  |
| 16 | Hassan-Ali Fyzee     | 4-13      | 6-5    | 10-18  |
| 17 | Akhtar Ali           | 5-2       | 4-0    | 9-2    |
| 18 | Prakash Amritraj     | 7-11      | 0-0    | 7-11   |
| 19 | Mohammed Sleem       | 7-7       | 0-1    | 7-8    |
| 20 | Sydney Jacob         | 7-3       | 0-1    | 7-4    |
| 21 | Harsh Mankad         | 6-10      | 0-0    | 6-10   |
| 22 | Sumit Nagal          | 6-4       | 0-0    | 6-4    |
| 23 | Srinivasan Vasudevan | 6-3       | 0-1    | 6-4    |
| 24 | Gaurav Misra         | 4-1       | 2-1    | 6-2    |
| 25 | Saketh Myneni        | 2-1       | 3-4    | 5-5    |
| 26 | Sri-Krishna Prasada  | 3-2       | 2-2    | 5-4    |

| #  | Tennista             | Singolare | Doppio | Totale |
| -- | -------------------- | --------- | ------ | ------ |
| 27 | Ravi Venkatesan      | 5-0       | 0-0    | 5-0    |
| 28 | Prajnesh Gunneswaran | 4-7       | 0-0    | 4-7    |
| 29 | Fazaluddin Syed      | 4-4       | 0-3    | 4-7    |
| 30 | Athar-Ali Fyzee      | 3-3       | 1-0    | 4-3    |
| 31 | Chiradip Mukerjea    | 3-0       | 1-0    | 4-0    |
| 32 | Zeeshan Ali          | 1-8       | 2-2    | 3-10   |
| 33 | Ghaus Mohammed Khan  | 2-3       | 1-1    | 3-4    |
| 34 | Sriram Balaji        | 1-2       | 2-1    | 3-3    |
| 35 | Nandan Bal           | 2-1       | 1-0    | 3-1    |
| 36 | Lewis Deane          | 1-0       | 2-1    | 3-1    |
| 37 | Divij Sharan         | 0-0       | 3-0    | 3-0    |
| 38 | Sumant Misra         | 2-6       | 0-4    | 2-10   |
| 39 | Janmeja Charanjiva   | 1-4       | 1-2    | 2-6    |
| 40 | Hira-Lal Soni        | 1-2       | 1-2    | 2-4    |
| 41 | Gaurav Natekar       | 0-1       | 2-2    | 2-3    |
| 42 | Sanam Singh          | 1-2       | 1-0    | 2-2    |
| 43 | Vishnu Vardhan       | 1-1       | 1-1    | 2-2    |
| 44 | Eric Andrea          | 2-1       | 0-0    | 2-1    |
| 45 | A. J. Udaykumar      | 2-0       | 0-0    | 2-0    |
| 46 | Cotah Ramaswami      | 0-0       | 2-0    | 2-0    |
| 47 | E. V. Bobb           | 1-3       | 0-1    | 1-4    |
| 48 | Jagat-Mohan Lal      | 0-2       | 1-1    | 1-3    |
| 49 | Dilip Bose           | 1-2       | 0-0    | 1-2    |
| 59 | Jasjit Singh         | 1-2       | 0-0    | 1-2    |
| 51 | Yaswanath-Rao Savur  | 0-2       | 1-0    | 1-2    |
| 52 | Shyam Minotra        | 1-1       | 0-0    | 1-1    |

| #  | Tennista                 | Singolare | Doppio | Totale |
| -- | ------------------------ | --------- | ------ | ------ |
| 53 | Mukund Sasikumar         | 1–1       | 0–0    | 1–1    |
| 54 | Narendra Nath            | 0-0       | 1-1    | 1-1    |
| 55 | Vishal Uppal             | 0-0       | 1-1    | 1-1    |
| 56 | Purav Raja               | 0-0       | 1-1    | 1-1    |
| 57 | Digvijay Singh           | 1-0       | 0-0    | 1-0    |
| 58 | Niki Kaliyanda Poonacha  | 1-0       | 0-0    | 1-0    |
| 59 | Karan Singh              | 1-0       | 0-0    | 1-0    |
| 60 | Sunil-Kumar Sipaeya      | 0-0       | 1-0    | 1-0    |
| 61 | Rithvik Bollipalli       | 0-0       | 1-0    | 1-0    |
| 62 | Jeevan Nedunchezhiyan    | 0-0       | 1-0    | 1-0    |
| 63 | Atri-Madan Mohan         | 0-4       | 0-0    | 0-4    |
| 64 | Srinath Prahlad          | 0-4       | 0-0    | 0-4    |
| 65 | Karan Rastogi            | 0-4       | 0-0    | 0-4    |
| 66 | Saeed-Mohammed Hadi      | 0-0       | 0-4    | 0-4    |
| 67 | Man-Mohan Bhandari       | 0-2       | 0-1    | 0-3    |
| 68 | Subba Sawhney            | 0-1       | 0-2    | 0-3    |
| 69 | Harishanker Krishnan     | 0-2       | 0-0    | 0-2    |
| 70 | Vivek Shokeen            | 0-2       | 0-0    | 0-2    |
| 71 | Vijayant Malik           | 0-2       | 0-0    | 0-2    |
| 72 | Ranjeet Virali-Murugesan | 0-2       | 0-0    | 0-2    |
| 73 | Rohit Rajpal             | 0-1       | 0-0    | 0-1    |
| 74 | Vishal Punna             | 0-1       | 0-0    | 0-1    |
| 75 | Siddharth Vishwakarma    | 0-1       | 0-0    | 0-1    |
| 76 | Sandford Bobb            | 0-0       | 0-1    | 0-1    |
| 77 | Dudley Pitt              | 0-0       | 0-1    | 0-1    |
| 78 | A. E. Browne             | 0-0       | 0-1    | 0-1    |
| 79 | Manek Mehta              | 0-0       | 0-1    | 0-1    |
| 80 | Mark Ferreira            | 0-0       | 0-1    | 0-1    |

## Andamento
La seguente tabella riflette l'andamento della squadra dal 1990 ad oggi.
| Pos.           | 90 | 91 | 92 | 93 | 94 | 95 | 96 | 97 | 98 | 99 | 00 | 01 | 02 | 03 | 04 | 05 | 06 | 07 | 08 | 09 | 10 | 11 | 12 | 13 | 14 | 15 | 16 | 17 | 18 | 19 | 21 | 22 | 23 | 24 |
| -------------- | -- | -- | -- | -- | -- | -- | -- | -- | -- | -- | -- | -- | -- | -- | -- | -- | -- | -- | -- | -- | -- | -- | -- | -- | -- | -- | -- | -- | -- | -- | -- | -- | -- | -- |
| Campione       |    |    |    |    |    |    |    |    |    |    |    |    |    |    |    |    |    |    |    |    |    |    |    |    |    |    |    |    |    |    |    |    |    |    |
| Finalista      |    |    |    |    |    |    |    |    |    |    |    |    |    |    |    |    |    |    |    |    |    |    |    |    |    |    |    |    |    |    |    |    |    |    |
| SF             |    |    |    |    |    |    |    |    |    |    |    |    |    |    |    |    |    |    |    |    |    |    |    |    |    |    |    |    |    |    |    |    |    |    |
| QF             |    |    |    |    |    |    |    |    |    |    |    |    |    |    |    |    |    |    |    |    |    |    |    |    |    |    |    |    |    |    |    |    |    |    |
| OF             |    |    |    |    |    |    |    |    |    |    |    |    |    |    |    |    |    |    |    |    |    |    |    |    |    |    |    |    |    |    |    |    |    |    |
| Qualificazioni | x  | x  | x  | x  | x  | x  | x  | x  | x  | x  | x  | x  | x  | x  | x  | x  | x  | x  | x  | x  | x  | x  | x  | x  | x  | x  | x  | x  | x  |    |    |    |    |    |
| Gruppo I       |    |    |    |    |    |    |    |    |    |    |    |    |    |    |    |    |    |    |    |    |    |    |    |    |    |    |    |    |    |    |    |    |    |    |
| Gruppo II      |    |    |    |    |    |    |    |    |    |    |    |    |    |    |    |    |    |    |    |    |    |    |    |    |    |    |    |    |    |    |    |    |    |    |
| Gruppo III     | x  | x  |    |    |    |    |    |    |    |    |    |    |    |    |    |    |    |    |    |    |    |    |    |    |    |    |    |    |    |    |    |    |    |    |
| Gruppo IV      | x  | x  | x  | x  | x  | x  | x  |    |    |    |    |    |    |    |    |    |    |    |    |    |    |    |    |    |    |    |    |    |    |    |    |    |    |    |

Legenda
- Campione: La squadra ha conquistato la Coppa Davis.
- Finalista: La squadra ha disputato e perso la finale.
- SF: La squadra è stata sconfitta in semifinale.
- QF: La squadra è stata sconfitta nei quarti di finale.
- OF: La squadra è stata sconfitta negli ottavi di finale (1º turno). Dal 2019 sostituito dal Round Robin.
- Qualificazioni: La squadra è stata sconfitta al turno di qualificazione. Istituito nel 2019.
- Gruppo I: La squadra ha partecipato al Gruppo I della propria zona di appartenenza.
- Gruppo II: La squadra ha partecipato al Gruppo II della propria zona di appartenenza.
- Gruppo III: La squadra ha partecipato al Gruppo III della propria zona di appartenenza.
- Gruppo IV: La squadra ha partecipato al Gruppo IV della propria zona di appartenenza.
- x: Ove presente, la x indica che in quel determinato anno, il Gruppo in questione non è esistito.